# Aerofity

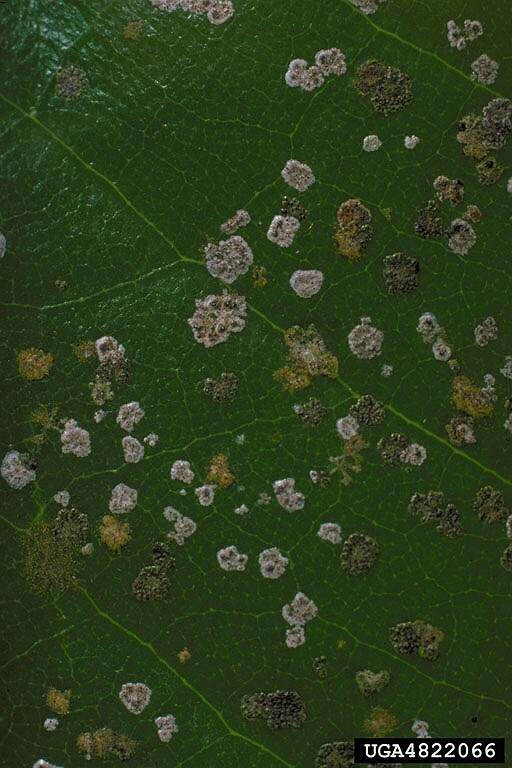
Cephaleuros virescens – zielenica pasożytująca na liściach magnolii i współżyjąca z grzybem

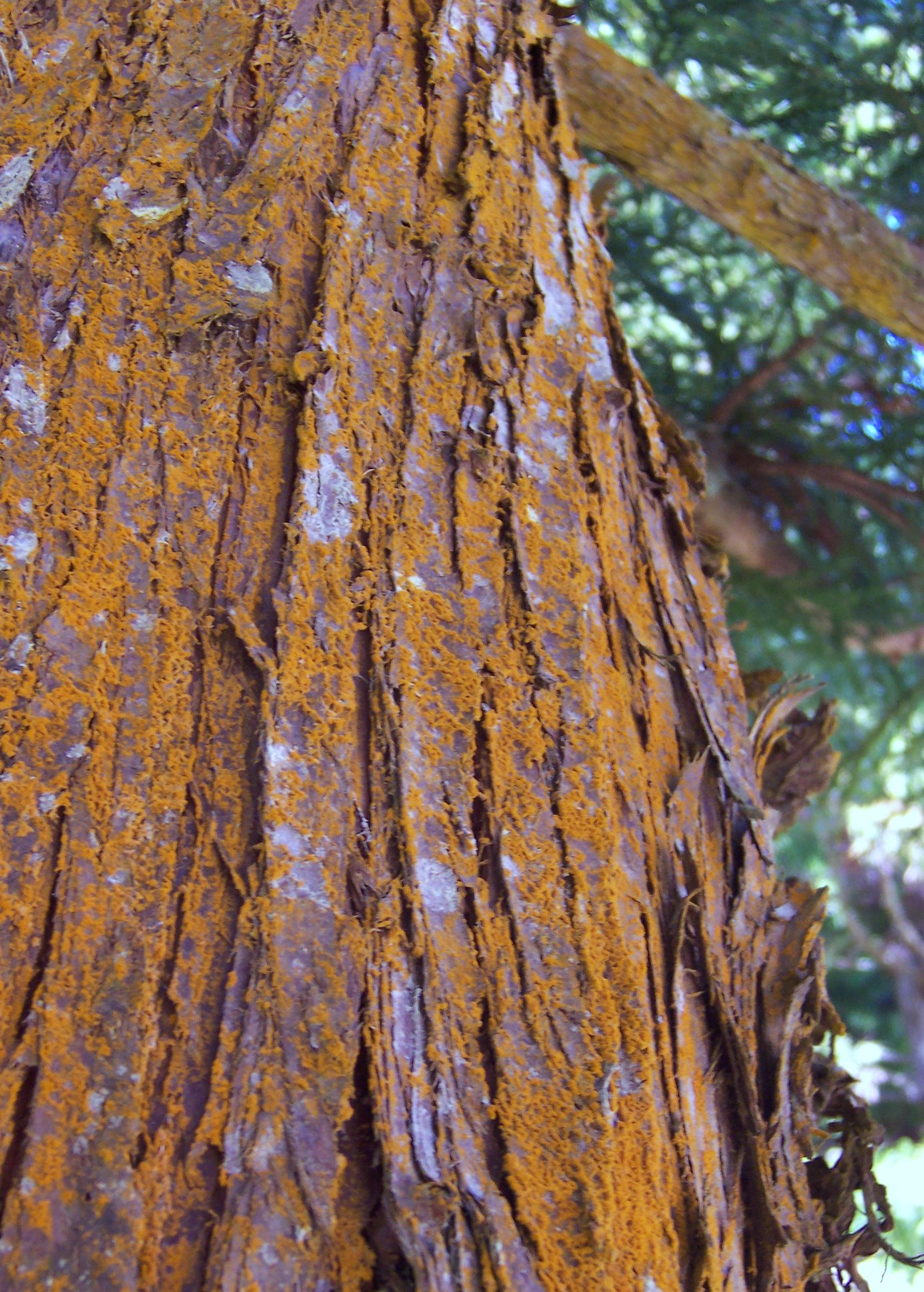
Trentepohlia sp. tworząca nalot na korze kryptomerii japońskiej

Aerofity, glony atmofityczne – w odniesieniu do glonów termin oznaczający organizmy występujące poza środowiskami wodnymi, tj. w środowiskach lądowych okresowo lub stale wilgotnych. Do życia wystarcza im woda pochodząca z opadów, mgły, rosy i podsiąkająca z podłoża. Biocenozy glonów aerofitycznych tworzą na wilgotnych podłożach naloty. W środkowej Europie naloty na korze drzew często tworzy pierwotek (Pleurococcus vulgaris) (zielone) lub trentepolia (Trentepohlia umbrina) (rdzawe). Glony z tych samych rodzajów tworzą naloty również na skałach (epility). Podłoże może być w zasadzie dowolne, byle zapewniało możliwość osiedlenia i zatrzymania wilgoci – powierzchnia roślin (wtedy glony aerofityczne są jednocześnie epifitami, także epifilami), powierzchnia grzybów (np. huby), powierzchnia gleby (wówczas glony należące do tzw. geofitonu znajdują się na pograniczu grup glonów aerofitycznych i glebowych, przykładem jest wydętka ziarnista (Botrydium granulatum)), powierzchnia betonowych płyt, powierzchnia murów, powierzchnia dachówek, powierzchnia drewna (epiksylity), np. płotów itp. Glony aerofityczne to głównie zielenice (najczęściej z rodziny Trentepohliaceae, ale również inne w tym sprzężnice) i sinice, rzadziej i głównie w wilgotniejszych miejscach też okrzemki lub różnowiciowce. Lądowe siedliska często zachowują wilgoć dzięki zacienieniu, więc zasiedlające je fotoautotrofy są cieniolubne. 
Glony aerofityczne nierzadko wchodzą w interakcje z organizmami, na których się osiedlają (w przypadku glonów epifitycznych) – np. zielenica Cephaleuros będąca pasożytem lub które zajmują to samo siedlisko. Glony aerofityczne często współżyją z grzybami, przy czym stopień współzależności może być różny, łącznie z tworzeniem porostów. Ilość glonów aerofitycznych jest największa w strefach o klimacie gorącym i wilgotnym, malejąc wraz ze spadkiem wilgotności i temperatury. Glony aerofityczne wykazują przystosowania do okresowego wysychania.
Mianem aerofitów określa się także czasem wszelkie epifity.